# Херек, Грегори
Грегори Херек (англ. Gregory M. Herek, род. 1954) — американский психолог, профессор психологии Калифорнийского университета в Дейвисе. Является открытым геем.

## Биография
Получил степень бакалавра в Небрасском университете в Омахе, затем — магистра и Ph.D. в Калифорнийском университете в Дейвисе. Затем в течение года он получил стипендию на постдокторские исследования в Йельском университете. С 1989 года вернулся в Калифорнийский университет в Дейвисе, где сначала работал в качестве научного сотрудника, а с 1999 года — в качестве штатного профессора.
Автор обширных исследований по вопросам, касающимся предубеждений по отношению к сексуальным меньшинствам. Опубликовал более ста работ по теме сексуальной ориентации, предрассудкам по отношению к ЛГБТ и вопросам ВИЧ. Также является консультантом и редактором в журналах «Basic and Applied Social Psychology», «Journal of Sex Research», «Journal of Homosexuality» и «Psychology of Men and Masculinity».
Работы Херека использовались в судебном решении Лоуренс против Техаса. В 1996 году Херек получил премию АПА за вклад в психологию в интересах общества.

## Избранные монографии
- Out in Force (1992), ISBN 0-8039-4542-6
- Hate Crimes (1992), ISBN 0-8039-4542-6
- Stigma and Sexual Orientation (1998), ISBN 0-8039-5384-4